# Mytilimeria
Mytilimeria is een geslacht van tweekleppigen uit de  familie van de Lyonsiidae.

## Soorten
- Mytilimeria falklandica Preston, 1913
- Mytilimeria nuttallii Conrad, 1837